# Primera categoria del Campionat de Catalunya de futbol 1904-1905
Resultats de la lliga de Primera categoria del Campionat de Catalunya de futbol 1904-1905.

## Sistema de competició
El segon Campionat de Catalunya consistí en una lliga amb 5 equips: Foot-ball Club Barcelona, Club Espanyol de Foot-ball, Foot-ball Club Internacional, Català Foot-ball Club i Foot-ball Club X, segons els noms de l'època. L'Associació va fer disputar la majoria dels partits importants en el camp de l'Espanyol, per ser el terreny de joc que presentava millors condicions.

## Classificació
| Pos | Equip            | PJ | PG | PE | PP | GF | GC | DG  | Pts | Classificació |     | Futbol Club Barcelona | Club Deportiu Espanyol | Futbol Club Internacional | Català Futbol Club | X Sporting Club |
| --- | ---------------- | -- | -- | -- | -- | -- | -- | --- | --- | ------------- | --- | --------------------- | ---------------------- | ------------------------- | ------------------ | --------------- |
| 1   | FC Barcelona (C) | 8  | 5  | 2  | 1  | 20 | 11 | +9  | 12  | Campió        |     | —                     | 1–1                    | 2–2                       | 6–0                | 4–1             |
| 2   | Club Espanyol    | 8  | 5  | 1  | 2  | 16 | 8  | +8  | 11  |               |     | 2–3                   | —                      | 1–0                       | 5–0                | 4–1             |
| 3   | FC Internacional | 8  | 5  | 1  | 2  | 12 | 6  | +6  | 11  |               | 1–2 | 2–1                   | —                      | 2–0                       | s/d                |                 |
| 4   | Català FC        | 8  | 2  | 0  | 6  | 10 | 24 | −14 | 4   |               | 4–1 | 1–2                   | 0–4                    | —                         | 3–0                |                 |
| 5   | FC X             | 8  | 1  | 0  | 7  | 6  | 15 | −9  | 2   |               | 0–1 | s/d                   | 0–1                    | 4–2                       | —                  |                 |

## Resultats
| Jornada | Data             | Local         |   | Visitant      |       | Resultat |       |
| ------- | ---------------- | ------------- | - | ------------- | ----- | -------- | ----- |
| 1       | 4 desembre 1904  | Espanyol      | - | X             | 4     | -        | 1     |
| 2       | 1 desembre 1904  | X             | - | Barcelona     | 0     | -        | 1     |
| 2       | 1 desembre 1904  | Espanyol      | - | Internacional | 1     | -        | 0     |
| 3       | 18 desembre 1904 | Català        | - | Internacional | 0     | -        | 4     |
| 4       | 8 gener 1905     | Barcelona     | - | Català        | 6     | -        | 0     |
| 4       | 8 gener 1905     | Internacional | - | X             | (s/d) | (s/d)    | (s/d) |
| 5       | 29 gener 1905    | Barcelona     | - | Internacional | 2     | -        | 2     |
| 6       | 2 febrer 1905    | Espanyol      | - | Català        | 5     | -        | 0     |
| 7       | 12 febrer 1905   | Català        | - | X             | 3     | -        | 0     |
| 7       | 12 febrer 1905   | Barcelona     | - | Espanyol      | 1     | -        | 1     |
| 8       | 19 febrer 1905   | X             | - | Espanyol      | (s/d) | (s/d)    | (s/d) |
| 8       | 19 febrer 1905   | Internacional | - | Català        | 2     | -        | 0     |
| 9       | 12 març 1905     | Barcelona     | - | X             | 4     | -        | 1     |
| 9       | 12 març 1905     | Internacional | - | Espanyol      | 2     | -        | 1     |
| 10      | 26 març 1905     | Català        | - | Barcelona     | 4     | -        | 1     |
| 11      | 2 abril 1905     | X             | - | Internacional | 0     | -        | 1     |
| 11      | 2 abril 1905     | Català        | - | Espanyol      | 1     | -        | 2     |
| 12      | 24 abril 1905    | X             | - | Català        | 4     | -        | 2     |
| 13      | 7 juny 1905      | Internacional | - | Barcelona     | 1     | -        | 2     |
| 14      | 21 juny 1905     | Espanyol      | - | Barcelona     | 2     | -        | 3     |
|         |                  |               |   |               |       |          |       |

Notes
- Jornada 4: Victòria de l'Internacional però sense dades del resultat exacte.[3]
- Jornada 8: Victòria de l'Espanyol però sense dades del resultat exacte.[4]

## Golejadors
| Gols |                       |               |
| ---- | --------------------- | ------------- |
| 4    | Romà Forns            | FC Barcelona  |
| 3    | Joseph Black          | FC Barcelona  |
| 2    | Josep Quirante        | FC Barcelona  |
| 2    | Udo Steinberg         | FC Barcelona  |
| 2    | Henry Morris          | FC Barcelona  |
| 1    | Carles Comamala       | FC Barcelona  |
| 1    | Josep Vidal           | FC Barcelona  |
| 1    | George Meyer          | Club Espanyol |
| 1    | Victoriano de la Riva | Club Espanyol |
| 1    | Julià Mora            | Club Espanyol |
| 1    | Lluís d'Ossó          | FC Barcelona  |
| 1    | Gustavo Green         | Club Espanyol |
|      |                       |               |

Nota
- Només hi ha dades de gols marcats pel Barcelona i l'Espanyol.